# Kamper ui
Een Kamper ui is een benaming voor spot- en plaagverhalen waarin de pretenties én domheid van de bewoners en vooral de bestuurders van bepaalde plaatsen door de omgeving belachelijk worden gemaakt.
De benaming "Kamper ui" is verworden tot een soortnaam voor dit type volksverhalen. Tegenwoordig beschouwen Kampenaren het zelfs als een geuzennaam. Inwoners van Kampen worden ook wel "Kamper steuren" genoemd en deze benaming refereert aan de bekende Kamper ui "De steur met de bel".
Dergelijke spotverhalen over een stad of streek treft men aan in geheel Europa, zoals de koolhaas van Lochem, de zeven Zwaben, de dure beul (Dokkum) en de pot met drie oren (Olen).
Jaarlijks, gedurende de zomerperiode, worden in Kampen de Kamper ui(t)dagen georganiseerd en elke dag heeft zijn eigen thema. Het startschot voor de Kamper ui(t)dagen wordt gegeven door een koe, in het bijzijn van de burgemeester, met touwen op te hijsen aan de Nieuwe Toren, een verwijzing naar een beroemde Kamper ui.

## Voorbeelden

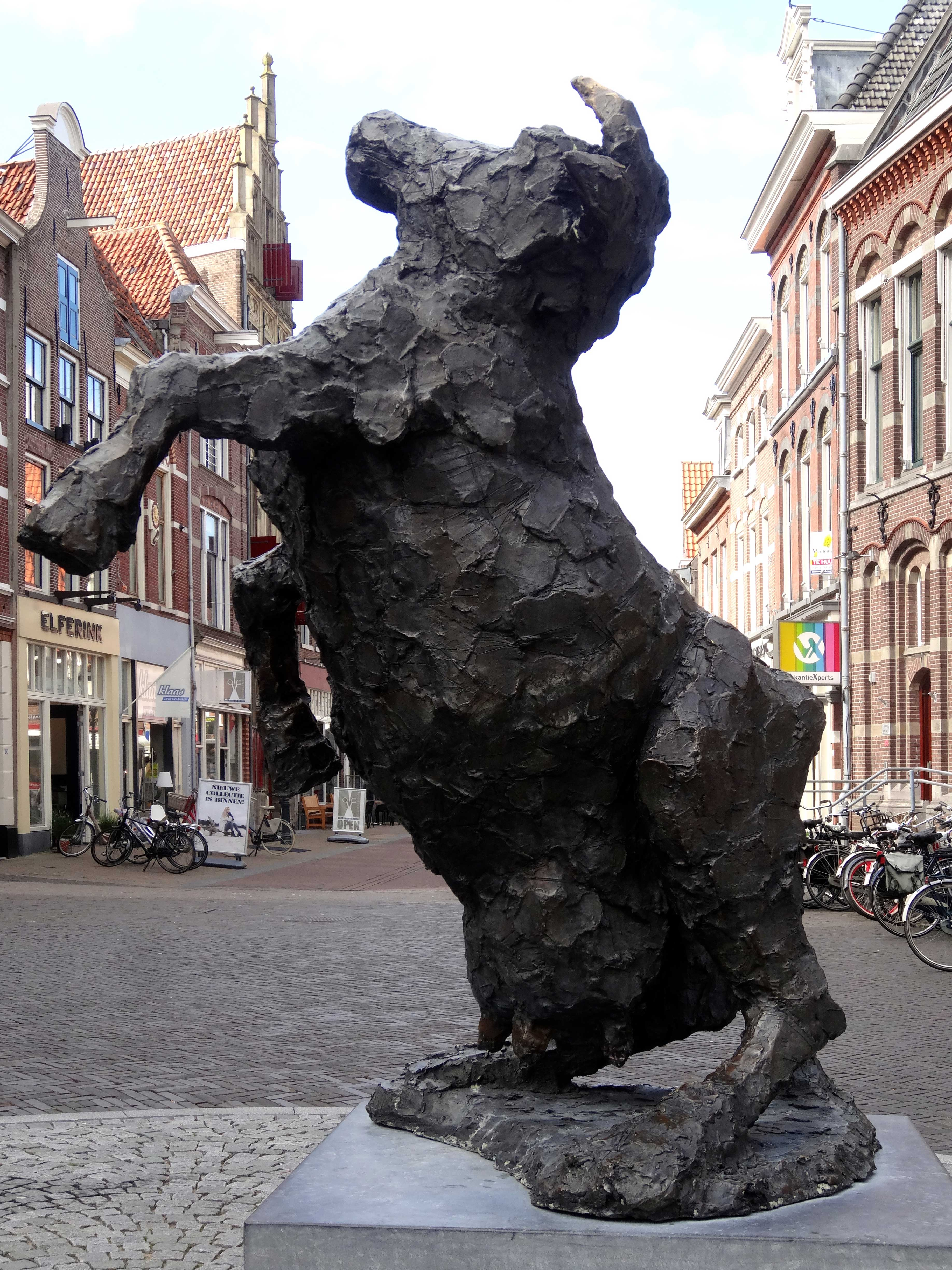
Kamper koe

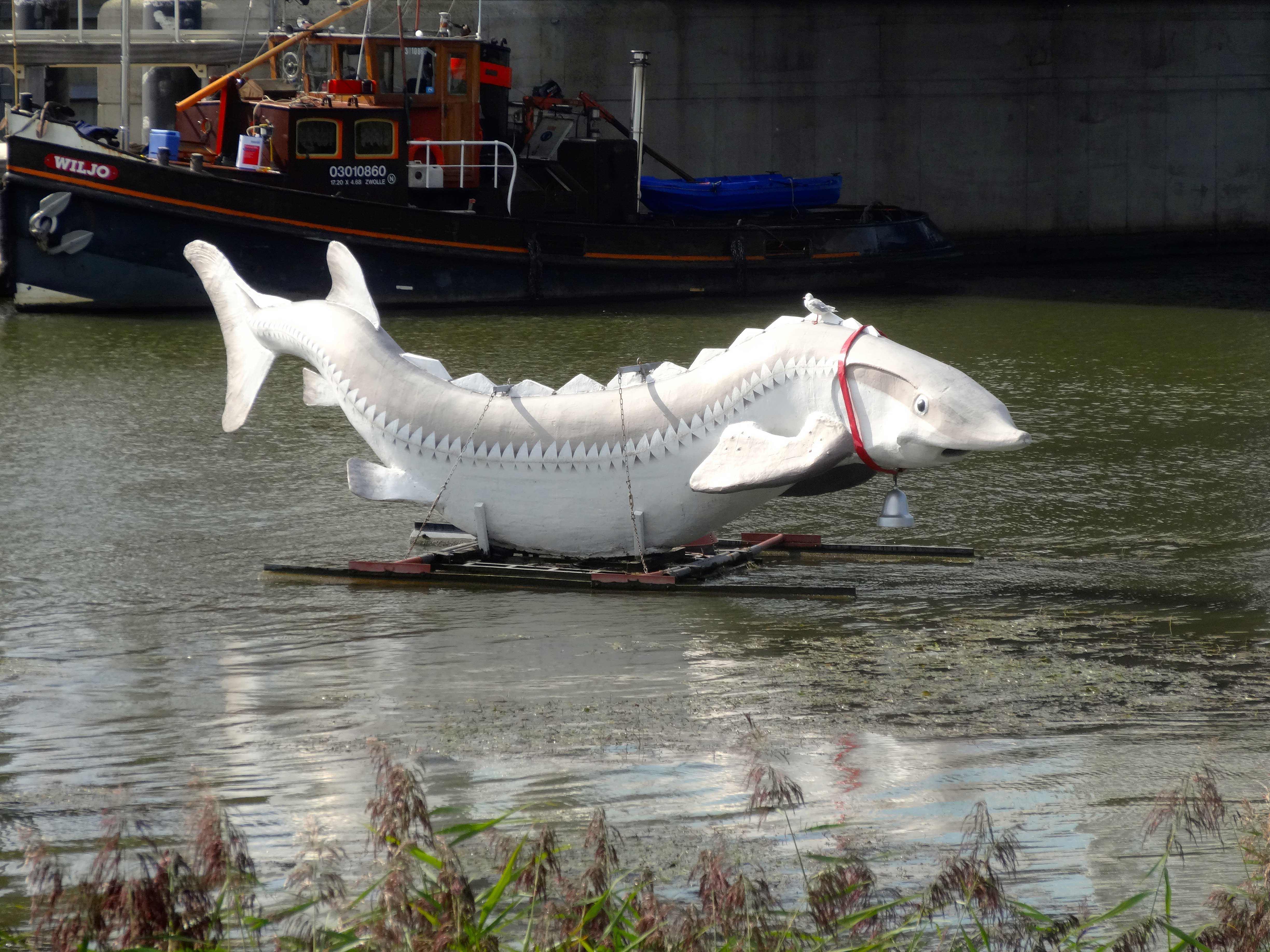
Kamper steur

Koe aan de torenBoven op de toren en meer precies op de omloop van de Nieuwe Toren woekerden plukken gras welig. Door de burgemeester en schepenen werd besloten een koe van een van de vele Kamper stadsboerderijen op te hijsen naar de omloop van de toren zodat zij daar het gras weg kon grazen. De koe werd met een touw om de nek naar boven gehesen. Toen de koe halverwege was riepen de Kampenaren: "Kijk toch eens hoeveel trek ie heeft. De tong hangt al uit z'n bek." Dit verhaal wordt overigens ook toegeschreven aan Hasselt, de hoofdstad van Belgisch Limburg, waar men een koe op de kathedraal probeerde te takelen.
De steur met de belDe burgemeester en schepenen waren zeer vereerd met het werkbezoek dat de bisschop van Utrecht aan Kampen zou brengen. Ze besloten dan ook dat de bisschop een luxe feestmaal voorgeschoteld diende te krijgen en vingen hiervoor een uitzonderlijk grote steur uit de IJssel. Een goed bereide steur zou de bisschop doen watertanden. Op het moment dat men de steur wilde fileren kregen de Kampenaren te horen dat de bisschop was verhinderd wegens ziekte.
De kans dat ze ooit weer een steur met een vergelijkbare omvang zouden vangen werd als uiterst klein ingeschat. Ze besloten daarom de steur van een zilveren bel te voorzien zodat ze hem in de toekomst konden traceren via het geluid van de bel. Ze lieten de steur weer los en na enige weken wordt het nieuwe bezoek aangekondigd. De steur is echter niet te vangen en de kok maakt uit nood Kampersteur (harde eieren in mosterdsaus).
De Kamper uiEen trekkende landloper maakt een boer en zijn vrouw wijs dat hij van alleen ui, water en zout soep kan maken. De boerenlui zijn geïntrigeerd en kijken aandachtig hoe de landloper zijn ui, water en zout in de pan gooit maar merken daarbij niet op dat ondertussen een aanzienlijk deel van hun voorraad eveneens in de pan verdwijnt "voor de smaak".
Het Kamper brandweerbureauVoor de brandweer wordt een nieuw bureau gebouwd en men begint met een toren voor een vluchtroute, die drie verdiepingen hoog is. Daarna komt men erachter dat er niet genoeg geld is om de rest van het gebouw zo hoog te maken, waardoor er uiteindelijk een gebouw komt van twee verdiepingen hoog, maar met een vluchttoren van drie verdiepingen.
De optochtswagen voor prins WillemDe bevolking van Kampen is uitgelaten over de komst van prins Willem en laat een optochtswagen bouwen om de stad mee uit te rijden. Maar de optochtswagen is, tot ieders spijt, te hoog om door de poort te kunnen.

## Boeken

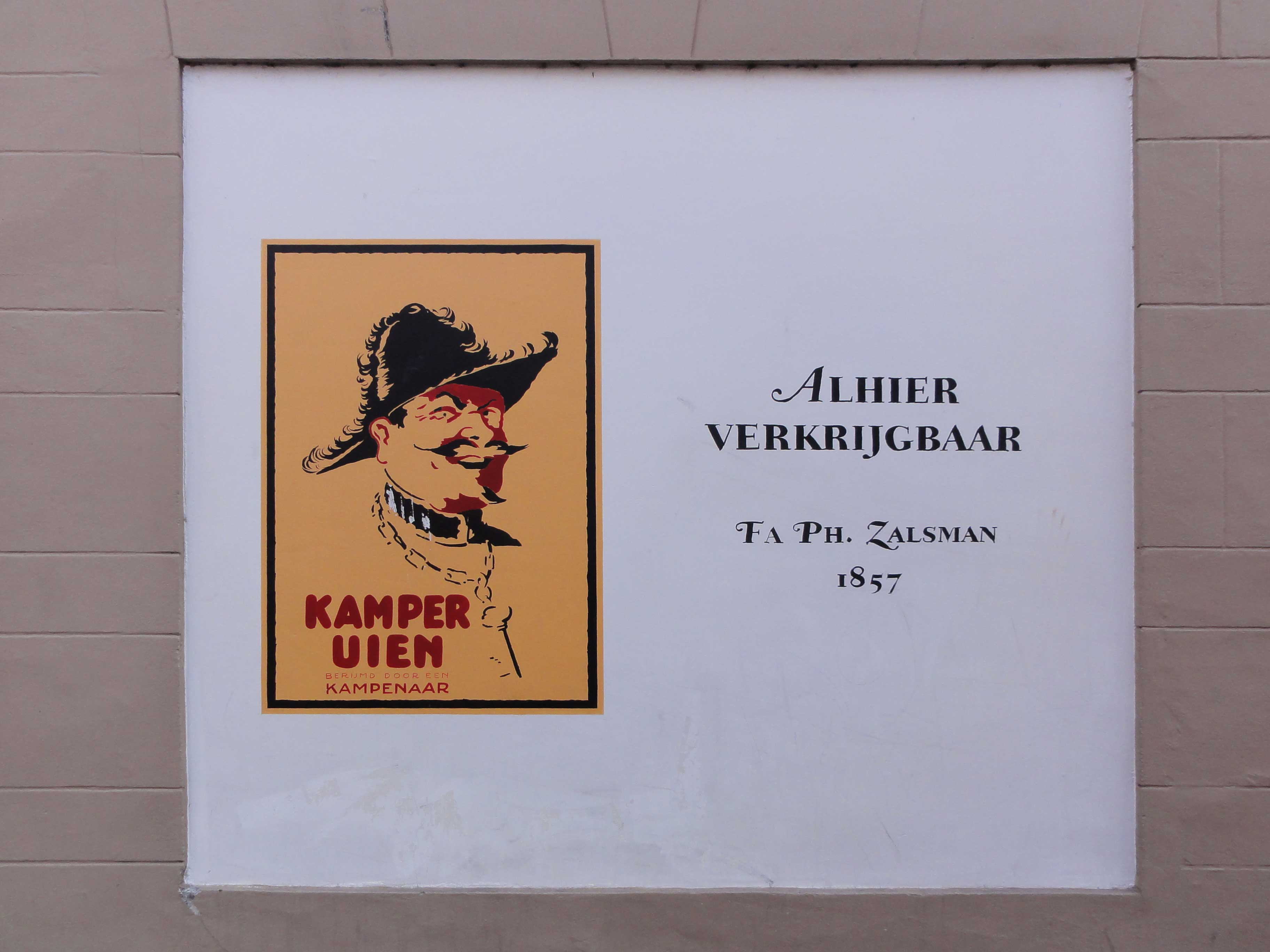
Muurreclame voor de Kamper uien van J.J. Fels d.d. 1857

In 1844 verscheen de eerste druk van het boek Kamper uien: berijmd door een Kampenaar, dat werd uitgegeven door de firma P.H. Zalsman. De anonieme schrijver was de in Kampen geboren schilder Jan Jacob Fels, een leerling van onder anderen Barend Cornelis Koekkoek. Het boekje beleefde meerdere herdrukken tot in de twintigste eeuw en zorgde daarmee voor de verspreiding van de Kamper uien. Van de hand van Fels verschenen in dezelfde periode meer op rijm gezette verhalen over Kampen onder de titel Kamper stukjes.
In 2005 verscheen van de hand van Henk de Koning het boek Nieuw berijmde Kamper uien: 'de guitigsten', met illustraties van Geertje Aalders.

## Vergelijkbare verhalen in andere landen

### Duitsland
In Duitsland worden dit soort verhalen over een stadje vol dwazen aangeduid als Schildbürgerstreiche. Dit vindt zijn oorsprong in een uit 1597 daterend boek, Das Lalen-Buch. Wunderseltzame/ Abentheurliche/ unerhörte/ und bißher unbeschriebene Geschichten und Thaten der Lalen zu Lalenburg, dat een jaar later herdrukt werd onder de titel Die Schiltbürger. Dezen zouden de domme inwoners van het fictieve stadje Schilda zijn. Overigens bestaat er echt een Duits plaatsje Schilda, maar dit is geen stad maar slechts een dorp.
Over ten minste negen Duitse plaatsen worden verhalen over dit soort Schildbürgerstreiche verteld. Dit geldt sedert hun ontstaan in 1969 ook voor de streek Oost-Friesland  (de, soms smakeloze, zgn. Ostfriesenwitze). Deze zijn overigens voor een groot deel begonnen met spotternijen door leerlingen van een middelbare school te Westerstede. Er bestond al langer rivaliteit tussen op deze school zittende tieners uit het Ammerland en Oost-Friesland, die culmineerde in spottende publicaties in de schoolkrant, die uiteindelijk door grootschaliger publiciteit werd gevolgd .

### Engeland
In Engeland worden sinds de 19e eeuw dit soort verhalen verteld over Gotham in Nottinghamshire (Legend of the Wise Men of Gotham).

### Joodse traditie
In de Joodse traditie van Witze geldt het in Polen gelegen Chełm (Jiddisch: כעלעם) als bijzonder dom. De Amerikaans-joodse schrijver en winnaar van de Nobelprijs voor Literatuur, Isaac Bashevis Singer bundelde deze verhalen in The Wicked City (1972) en schreef hier in 1973 een kinderboek over (The Fools of Chelm and Their History).

### Andere landen
Veel landen hebben soortgelijke verhalen over dorpen, steden of landstreken vol  vermeend domme mensen. Soms komen deze verhalen, vooral wanneer ze werkelijk bestaande gebieden betreffen, stigmatiserend over en kunnen een ongewenst discriminerend effect hebben (behalve als de mensen , met enige zelfspot, deze anekdotes over hun eigen stad of dorp vertellen). De bekendste voorbeelden zijn:
- Tsjechië: het fictieve Boheemse dorp Kocourkov en het Moravische dorp Šimperk
- Zweden: de Täljetokar van Södertälje en de  Kälkborgare van Kälkestad
- Denemarken: het schiereiland Mols (Djursland)  op Jutland
- Finland: de Hölmöläiset en de Bembölebor
- Griekenland ten tijde van de klassieke oudheid: Boeotië en Kyme, en Abdera in Thracië, en verder het land Frygië

Niet onmogelijk is, dat ook in het oude Israël zulke verhalen verteld werden over Nazareth, vergelijk de Bijbeltekst Johannes 1 vers 46: Kan uit Nazareth iets goeds komen?